# Ли Джэ Хо (тренер по кёрлингу)
Ли Джэ Хо (кор. 이재호; род. 2 декабря 1976, Сеул) — южнокорейский кёрлингист и тренер по кёрлингу.

## Результаты как тренера национальных сборных
| Год  | Турнир                                            | Команда                          | Место |
| ---- | ------------------------------------------------- | -------------------------------- | ----- |
| 2018 | Чемпионат мира по кёрлингу среди юниоров 2018     | Республика Корея (юниоры муж.)   | 9     |
| 2018 | Тихоокеанско-азиатский чемпионат по кёрлингу 2018 | Республика Корея (мужчины)       | 3     |
| 2019 | Квалификационный турнир к чемпионатам мира 2019   | Республика Корея (мужчины)       | 1     |
| 2019 | Зимняя Универсиада 2019                           | Республика Корея (студенты муж.) | 7     |
| 2019 | Чемпионат мира по кёрлингу среди мужчин 2019      | Республика Корея (мужчины)       | 13    |

## Частная жизнь
Проживает в городе Кёнгидо.